# 1122 (عدد)
 1122 هو عدد صحيح، يلي العدد 1121 ويسبق العدد 1123.

## في الرياضيات

### خصائص
- عدد طبيعي.[3]
- عدد زوجي.[4][5]
- عدد موجب،[6] السالب منه هو - 1122.[7]

## في التاريخ
- 1122 هـ هي سنة في التقويم الهجري.
- هي سنة  1122 م في التقويم الميلادي.

## وصلات خارجية
الأعداد الصاتمة، ديوان اللغة العربية.